# Rinko Kikučiová
Rinko Kikučiová[zdroj⁠?!] (菊地 凛子, * 6. ledna 1981 Hadano (秦野), prefektura Kanagawa jako 菊地 百合子 (Juriko Kikuči)) je japonská filmová herečka. Debutovala roku 1999 ve filmu Kaneta Šindóa Ikitai (生きたい), první výraznější úspěch jí přinesla v roce 2001 role v psychologickém dramatu Sora no Ana (空の穴, režie Kazujoši Kumakiri), představila se také v televizním seriálu Čurasan (ちゅらさん). V roce 2005 ji Alejandro González Iñárritu obsadil do role sexuálně frustrované hluchoněmé dívky v koprodukčním filmu Babel, který získal řadu ocenění, Kikučiová byla nominována na Oscara za nejlepší ženský herecký výkon ve vedlejší roli. Později začala hrát i anglicky mluvící postavy, např. v úspěšných filmech Norské dřevo Tran Anh Hunga a Pacific Rim - Útok na Zemi Guillerma del Tora.
Jejím manželem je herec Šóta Sometani (染谷 将太).

## Filmografie
- Ikitai (1999)
- Epizodní herec (2000)
- Chuť čaje (2004)
- Taga tameni (2005)
- Babel (2005)
- Bratři Bloomovi (2008)
- Mapa zvuků Tokia (2009)
- Norské dřevo (2010)
- Smrt v Šanghaji (2010)
- 47 róninů (2013)
- Pacific Rim - Útok na Zemi (2013)
- Kumiko, lovkyně pokladů (2014)
- Poslední léto (2014)
- Nadie quiere la noche (2015)

## Ocenění
- Gotham Awards (2006)
- National Board of Review (2006)
- Zlatý Glóbus (2007, nominace)
- Oscar (2007, nominace)
- Online Film Critics Society (2007, nominace)
- Asijské filmové ceny (2011, nominace)
- Independent Spirit Awards (2014, nominace)